# آنجلینا یوشکووا
آنجلینا یوشکووا (روسی: Ангелина Николаевна Юшкова؛ زادهٔ ۱۳ نوامبر ۱۹۷۹) ژیمناست ریتمیک اهل روسیه بود.